# 4750 Mukai
4750 Mukai (1990 XC1) là một tiểu hành tinh vành đai chính được phát hiện ngày 15 tháng 12 năm 1990 bởi Tetsuya Fujii và Kazuro Watanabe ở Đài thiên văn Kitami.